# アラジンのマジック・カーペット
- ディズニーパーク > 東京ディズニーリゾート > 東京ディズニーシー
  - アラビアンコースト > アラジンのマジック・カーペット
  - 東京ディズニーシーのアトラクションの一覧 > アラジンのマジック・カーペット

アラジンのマジック・カーペット (The Magic Carpets of Aladdin) は世界のディズニーパークにあるアトラクション。

## このアトラクションが存在するパーク
- マジック・キングダム（ウォルト・ディズニー・ワールド・リゾート）
- ウォルト・ディズニー・スタジオ・パーク（ディズニーランド・パリ）
- 東京ディズニーシー（東京ディズニーリゾート）

## 概要
アラジンのマジック・カーペット (The Magic Carpets of Aladdin)  (Flying Carpets Over Agrabah) は、ディズニー映画『アラジン』をモチーフにした空中旋回型のアトラクション。ゲストは空飛ぶ魔法の絨毯型のライドに乗り、高度を調整しながら空中を旋回する。動きそのものは、東京ディズニーランドのスタージェットや空飛ぶダンボとほぼ同内容である。
パリ版は、アグラバーへのジャファーの逆襲をテーマにしているためにアトラクション名称がオリジナルのフロリダ版と変更されているが（公式日本語サイトによると日本名は同じ）、アトラクションの基本構造は全く同じである。
東京ディズニーシー版は、和名が「ジャスミンのフライングカーペット」となる。

## 各施設紹介

### マジック・キングダム
| アラジンのマジック・カーペット The Magic Carpets of Aladdin | アラジンのマジック・カーペット The Magic Carpets of Aladdin | アラジンのマジック・カーペット The Magic Carpets of Aladdin | アラジンのマジック・カーペット The Magic Carpets of Aladdin |
| ----------------------------------------------------------- | ----------------------------------------------------------- | ----------------------------------------------------------- | ----------------------------------------------------------- |
| オープン日                                                  | オープン日                                                  | 2001年3月24日                                               | 2001年3月24日                                               |
| スポンサー                                                  | スポンサー                                                  | なし                                                        | なし                                                        |
| 所要時間                                                    | 所要時間                                                    | 約1分30秒                                                   | 約1分30秒                                                   |
| 定員                                                        | 定員                                                        | 4人/1台                                                     | 4人/1台                                                     |
| 利用制限                                                    |                                                             | なし                                                        | なし                                                        |
| ファストパス                                                | ファストパス                                                |                                                             | ○                                                           |
| シングルライダー                                            | シングルライダー                                            |                                                             | 対象外                                                      |

アラジンのマジック・カーペット (The Magic Carpets of Aladdin) は、ディズニー映画『アラジン』をモチーフにした空中旋回型のアトラクション。ゲストは空飛ぶ魔法の絨毯型のライドに乗り、高度を調整しながら空中を旋回する。動きそのものは、東京ディズニーランドのスタージェットや空飛ぶダンボとほぼ同内容である。
このアトラクションの周囲にはシュロなどの樹木が植えられており、砂漠のオアシスの中のような雰囲気となっている。東京ディズニーシーのアラビアンコーストからロストリバーデルタに至るエリアがこれに近い。

### ウォルト・ディズニー・スタジオ・パーク
| アラジンのマジック・カーペット Flying Carpets Over Agrabah | アラジンのマジック・カーペット Flying Carpets Over Agrabah | アラジンのマジック・カーペット Flying Carpets Over Agrabah              | アラジンのマジック・カーペット Flying Carpets Over Agrabah              |
| ---------------------------------------------------------- | ---------------------------------------------------------- | ----------------------------------------------------------------------- | ----------------------------------------------------------------------- |
| オープン日                                                 | オープン日                                                 | 2002年3月16日（ウォルト・ディズニー・スタジオ・パークと同時にオープン） | 2002年3月16日（ウォルト・ディズニー・スタジオ・パークと同時にオープン） |
| スポンサー                                                 | スポンサー                                                 | なし                                                                    | なし                                                                    |
| 所要時間                                                   | 所要時間                                                   | 約1分30秒                                                               | 約1分30秒                                                               |
| 定員                                                       | 定員                                                       | 4人/1台                                                                 | 4人/1台                                                                 |
| 利用制限                                                   |                                                            | なし                                                                    | なし                                                                    |
| ファストパス                                               | ファストパス                                               |                                                                         | 対象外                                                                  |
| シングルライダー                                           | シングルライダー                                           |                                                                         | 対象外                                                                  |

アラジンのマジック・カーペット (Flying Carpets Over Agrabah) は、ディズニー映画『アラジン』をモチーフにした空中旋回型のアトラクション。ゲストは空飛ぶ魔法の絨毯型のライドに乗り、高度を調整しながら空中を旋回する。動きそのものは、東京ディズニーランドのスタージェットや空飛ぶダンボとほぼ同内容である。
フロリダのマジック・キングダムにあるアトラクション「アラジンのマジック・カーペット」 (The Magic Carpets of Aladdin) をほぼそのまま導入したもの。
アトラクション自体はほぼ同様だが、マジック・キングダムではアドベンチャーランドに位置し、周囲にシュロなどの樹木が植えられ周囲が砂漠のオアシスのような雰囲気が出されているのに対し、パリではトゥーンスタジオに位置しスペースも少ないため、背後に書割のような絵の描かれた壁を配置して雰囲気を出すと共に隣接するアトラクションと区切るようにしている。
なお、パリ版の英名は「Flying Carpets Over Agrabah」であるが、ディズニーランド・パリの日本語版公式サイトによると、和名はマジック・キングダムと同様の「アラジンのマジック・カーペット」を用いている。

### 東京ディズニーシー
| ジャスミンのフライングカーペット Jasmine's Flying Carpets | ジャスミンのフライングカーペット Jasmine's Flying Carpets | ジャスミンのフライングカーペット Jasmine's Flying Carpets | ジャスミンのフライングカーペット Jasmine's Flying Carpets |
| --------------------------------------------------------- | --------------------------------------------------------- | --------------------------------------------------------- | --------------------------------------------------------- |
| オープン日                                                | オープン日                                                | 2011年7月18日                                             | 2011年7月18日                                             |
| スポンサー                                                | スポンサー                                                | NTTコミュニケーションズ                                   | NTTコミュニケーションズ                                   |
| 所要時間                                                  | 所要時間                                                  | 1分30秒                                                   | 1分30秒                                                   |
| 定員                                                      | 定員                                                      | 4人（2人×2列）/1台、16台                                  | 4人（2人×2列）/1台、16台                                  |
| 利用制限                                                  |                                                           | 1人で座って姿勢が安定しない場合は利用不可                 | 1人で座って姿勢が安定しない場合は利用不可                 |
| ファストパス                                              | ファストパス                                              |                                                           | 対象外                                                    |
| シングルライダー                                          | シングルライダー                                          |                                                           | 対象外                                                    |

ジャスミンのフライングカーペットは、映画『アラジン』をモチーフとし、空飛ぶ絨毯を模したライドに乗って旋回するアトラクションである。
2010年3月17日に計画が発表され、TDS開園10周年となる2011年7月18日にアラビアンコーストにオープン。元々シンドバッド・セブンヴォヤッジ（現在のシンドバッド・ストーリーブック・ヴォヤッジ）の待ち列だった場所に設置された。
ライドは1台2人×2列の計4人乗りとなっており、各列レバーが1本設置されている。乗車中はこのレバーを動かす事で、前列はライドの高度、後列はライドの前後の傾斜を変えられる。最後には全てのライドが最高高度まで上昇し、前後に繰り返し傾く動きをする。
アトラクションの概要はマジックキングダム版とほぼ同様。アトラクション搭乗中のゲストを間近で見るための高台にあるデッキスペースが併設されている。なお、ジャスミンの名を冠するのは東京ディズニーシーのみである。

## Trivia
- - 東京版である、ジャスミンのフライングカーペットは、実はもともとシンドバッド・ストーリーブック・ヴォヤッジのQラインだった場所につくられた。
  - このアトラクションにはジャスミンの花が植えてある。